# Polycentropus francavillensis
Polycentropus francavillensis är en nattsländeart som beskrevs av Malicky 1981. Polycentropus francavillensis ingår i släktet Polycentropus och familjen fångstnätnattsländor. Inga underarter finns listade i Catalogue of Life.